# Une femme par jour
Pour plus de détails, voir Fiche technique et Distribution.
Une femme par jour est un film français réalisé par Jean Boyer, sorti en 1949.

## Synopsis
Guy de Kerentrec est un jeune héritier oisif. Au casino il ruine littéralement le prince arabe Ali Bey qui voulant se refaire se retrouve avec une énorme dette de jeu. Ce dernier promet de rembourser dans quelques jours quand il aura trouvé l'argent. Par ailleurs la duchesse de Kerentrec arrange le mariage de sa filleule Sabine avec Guy qui est attendu au château pour les présentations devant un parterre d'invités. Guy se fait attendre et finit par envoyer un télégramme expliquant qu'il à mieux à faire que de se rendre à ce genre de réception. Excédée la duchesse part s'expliquer avec son neveu suivi de son majordome Léon. Sabine part également mais seule. Après quelques explications entre la tente et le neveu qui n'aboutissent pas, Guy charge Léon d'aller récupérer sa dette chez le prince. Le prince s'en avère incapable, Léon a alors l'idée de prendre en gage les épouses du prince jusqu'au réglemente de la somme due. Toutes les femmes du prince acceptent à l'exception de Brigitte qui s'enfuit. Sabine (que Guy n'a jamais vu) prend alors sa place. S'en suivra une très longue séquence dans laquelle la duchesse mettre tout en œuvre pour empêcher Guy de coucher avec ses demoiselles... et au bout d'une semaine de frustrations il se jettera dans les bras de Sabine en lui promettant un amour éternel.

## Fiche technique
- Titre : Une femme par jour
- Réalisation : Jean Boyer, assisté de Robert Guez
- Scénario : Jean Boyer et Serge Veber
- Dialogues : Serge Veber
- Photographie : Charles Suin
- Son : Jacques Carrère
- Décors : Guy de Gastyne
- Musique : Georges Van Parys
- Montage : Fanchette Mazin
- Société de production : Hoche Production
- Tournage : du 31 mai au 26 juillet 1948
- Pays :  France
- Format : noir et blanc - 1,37:1 - 35 mm - son mono
- Durée : 98 minutes
- Genre : comédie
- Dates de sortie :
  - France : 23 février 1949

## Distribution
- Jacques Pills : Guy de Kerentrec
- Danielle Godet : Sabine, la filleule de la duchesse
- Denise Grey : la duchesse de Kerentrec, tante de Guy
- Frédéric Duvallès : Léon, le majordome
- Robert Burnier : le prince Ali Bey
- Jean-Jacques Delbo
- Ginette Baudin : Conchita, l'épouse "espagnole" du prince
- Daisy Daix : Peggy, l'épouse "américaine" du prince
- Marie-Reine Kergal : Marika, l'épouse "hongroise" du prince
- Fortunia : Anita, l'épouse "créole" du prince
- Colette Georges : Aïcha, l'épouse "turque" du prince
- Gil Muriel : Chrysis, l'épouse "grecque" du prince
- Xenia Monty : Brigitte, l'épouse "française" du prince
- Janine Clairville : une petite femme
- Jacqueline Francis : une petite femme
- Marguerite de Morlaye : une invitée chez la duchesse
- Max Elloy : Freddy
- Jean Hébey : Bob
- Marcel Loche : le portier

## Autour du film
- Si le film défend une morale très traditionnelle, il n'en renferme pas moins une audace rare pour l'époque, en nous laissant sous-entendre que Aïcha et Chrysis, deux des épouses du prince ont bien plus que des affinités l'une pour l'autre.